# Archon (Aisne)
Archon es una comuna francesa, situada en el departamento de Aisne, de la región de Alta Francia.

## Demografía
| 154 | 146 | 128 | 118 | 87 | 83 | 92 | 87 |
| Para los censos de 1962 a 1999 la población legal corresponde a la población sin duplicidades (Fuente: INSEE [Consultar]) |     |     |     |    |    |    |    |